# Manswet
Manswet – imię męskie pochodzące od łacińskiego przymiotnika mansuetus (łagodny, miły). 

## Odpowiedniki w innych językach
- w języku łacińskim Mansuetus
- w języku francuskim Mansuet, Mansuy
- w języku hiszpańskim Manso
- w języku włoskim Mansueto[1]

## Święci o imieniu Manswet
- święty Manswet Savelli, arcybiskup Mediolanu 672-681, wspomnienie 19 lutego[2]
- święty Manswet, biskup Toul, wspomnienie 3 września[3]
- święty Manswet, biskup i męczennik z towarzyszami w Afryce za panowania króla Wandalów Uneryka, wspomnienie 6 września[4]
- święty Manswet, biskup Urusi i męczennik w Afryce ze świętym Papinianem za panowania króla Wandalów Genzeryka, wspomnienie 28 listopada[5]
- święty Manswet, męczennik w Aleksandrii z towarzyszami, wspomnienie 30 grudnia[6]

## Znane osoby noszące imię Manswet
- Manswet Henryk Aulich
- Mansueto Bianchi
- Mansuetus Fromm
- Manswet Grabowski - bernardyn, kronikarz[7]
- Mansuet Johann Kosel
- Manswet Kozel
- Manswet Leporelli (ok. 1655-1728) - prowincjał reformatów, autor pierwszego życiorysu św. Stanisława Papczyńskiego[8]
- Manswet Śmigielski
- Mansueto Velasco
- Manswet Wardyn (1937-2018) - prowincjał prowincji gdańskiej franciszkanów konwentualnych 1992-2000[9]